# Ritratto di Irene Cahen d'Anversa
Irène Cahen d'Anvers è un dipinto a olio su tela (54x65 cm) realizzato fra il 1879 ed il 1880 da Pierre-Auguste Renoir.
A differenza ad esempio di Cézanne, Renoir non godeva di indipendenza dal punto di vista economico, ed era costretto - per sopravvivere - ad eseguire ritratti su commissione. Questo accadde anche negli anni settanta del XIX secolo, il decennio in cui dipinse i suoi più grandi capolavori. Per questo motivo, si recava spesso nelle abitazioni di membri dell'alta borghesia e fu in una di queste che conobbe l'editore Charpentier e il finanziere Cernuschi, futuro proprietario della Gazette des Beaux-Arts.
A casa di quest'ultimo incontrò poi la moglie del banchiere Louis Cahen d'Anvers che gli chiese di ritrarre la figlia Irene, di otto anni. Il ritratto fu eseguito in due sedute svoltesi a casa del banchiere. La bimba, vestita con un abito di un blu pallido, è raffigurata seduta quasi di profilo, ma con il volto leggermente ruotato verso l'osservatore, con un'espressione sognante. I suoi folti capelli rossi, con la frangia, assai di moda in quegli anni, le coprono le spalle e la schiena. 
Lo sfondo è costituito da un'alta siepe verdeggiante, che fa risaltare la figura della giovane.
Più tardi a Renoir vennero commissionati due altri dipinti, raffiguranti le due sorelle minori di Irene. Le due tele non soddisfecero però i gusti dei Cahen che, prima di disfarsene vendendole, le destinarono alle stanze della servitù.